# عضلة طاحلة رأسية
العضلة الطحالية الرأسية (بالإنجليزية: Splenius capitis)‏ (مشتقة من الكلمة الإغريقية splēníon بمعنى "ضمادة" والكلمة اللاتينية caput بمعنى "رأس") هي عضلة عريضة شبيهة بالشريط تقع في الجزء الخلفي من الرقبة. تسحب هذه العضلة قاعدة الجمجمة من الفقرات الموجودة في الرقبة والجزء العلوي من الصدر. وتشارك في حركات مثل هز الرأس.

## التركيب
تنشأ العضلة الطحالية الرأسية من النصف السفلي من الرباط القفوي، ومن النتوء الشوكي للفقرة العنقية السابعة، ومن النتوءات الشوكية للفقرات الصدرية الثلاث أو الأربع العلوية.
تتجه ألياف العضلة للأعلى وللجانب، وتُغرز، تحت غطاء العضلة القصية الترقوية الخشائية، في النتوء الخشائي للعظم الصدغي، وفي السطح الخشن على العظم القذالي أسفل الثلث الجانبي من الخط القفوي العلوي مباشرةً. تقع العضلة الطحالية الرأسية عميقة بالنسبة للعضلة القصية الترقوية الخشائية عند النتوء الخشائي، وبالنسبة للعضلة شبه المنحرفة في الجزء السفلي منها. وهي إحدى العضلات التي تشكل أرضية المثلث الخلفي للعنق.
يتم تعصيب العضلة الطحالية الرأسية بواسطة الفرع الخلفي للأعصاب الشوكية العنقية الثالثة والرابعة (C3 و C4).

## الوظيفة
تُعتبر العضلة الطحالية الرأسية محركًا رئيسيًا لبسط الرأس. كما تسمح أيضًا بالثني الجانبي ودوران العمود الفقري العنقي.